# قصر فليليلو تاهينسوت
قصر فليليلو تاهينسوت هو قصرٌ (قريةٌ محصنة) في المغرب، يقعُ في منطقة جهة درعة تافيلالت. تبلغ مساحته 0.33 هكتار.